# Celtidaceae
Celtidaceae is een botanische naam, voor een familie van tweezaadlobbige planten. Een familie onder deze naam wordt zelden erkend door systemen voor plantaxonomie. Traditioneel werden deze planten ingedeeld in de familie Ulmaceae. In het APG II-systeem (2003) zijn ze ingedeeld bij de familie Cannabaceae.
Het APG-systeem (1998) erkende de familie echter wel.